# 陈塘镇 (定结县)
陈塘镇（藏語：འདྲེན་ཐང་），是中华人民共和国西藏自治区日喀则市定结县下辖的一个乡镇级行政单位，其名字在藏语有「引导坝」之意。該镇位于县境西南部，喜马拉雅山脉中段南坡，珠峰东南侧的原始森林地带，东南与尼泊尔接壤，北接定结县日屋镇，西临定日县，距拉萨市738公里，距日喀则市384公里，距定结县县城150公里，全镇总面积为254.55平方公里，边境线长12公里，有21个国界界桩，5个山口通尼泊尔，与尼泊尔的基玛塘遥遥相望。

## 行政区划
陈塘镇下辖以下地区：
莎列村、沃雪村、秀雄玛村、藏嘎村、那塘村和比塘村。